# 石湖墟市政大廈

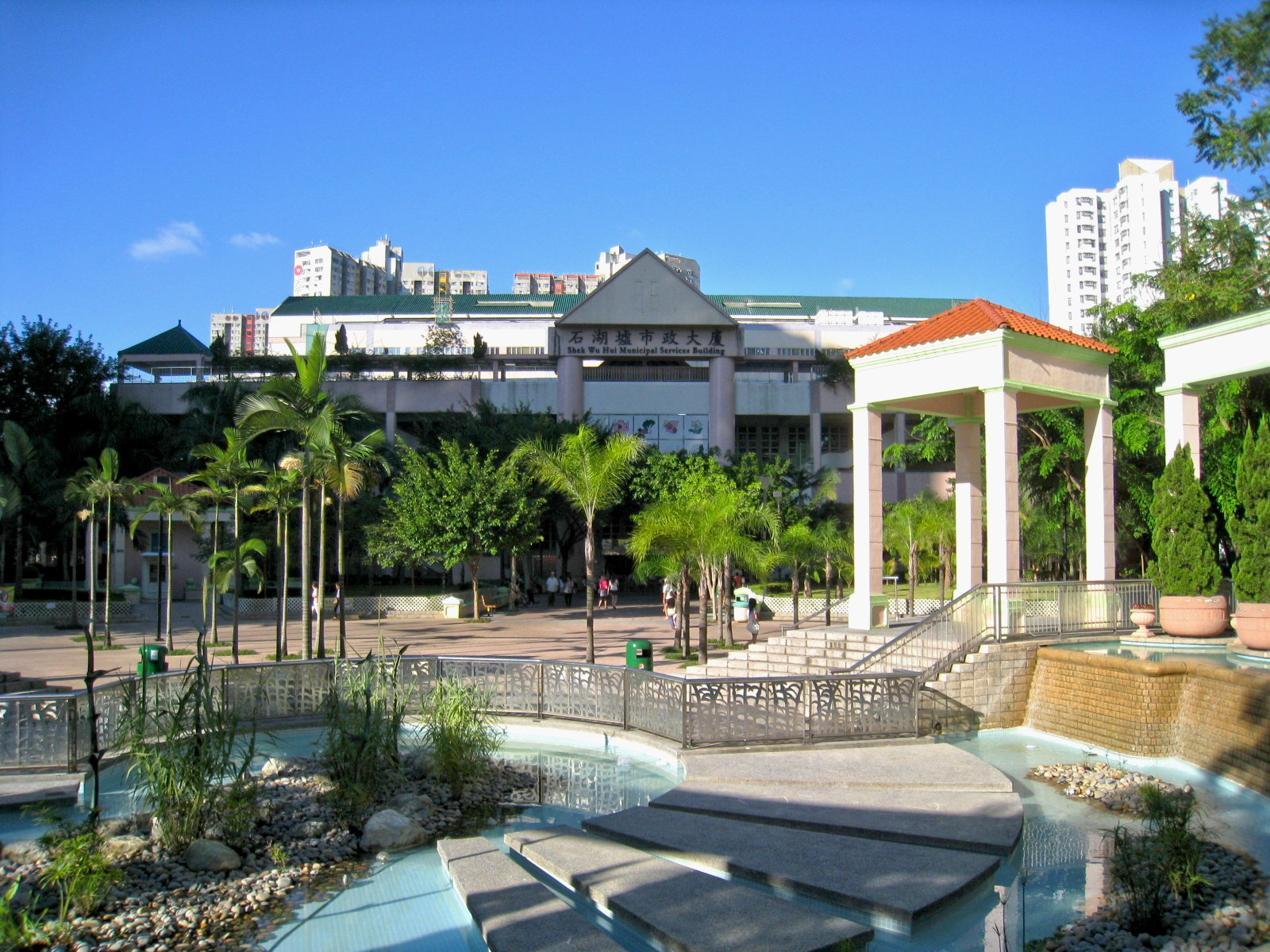
石湖墟市政大廈正面

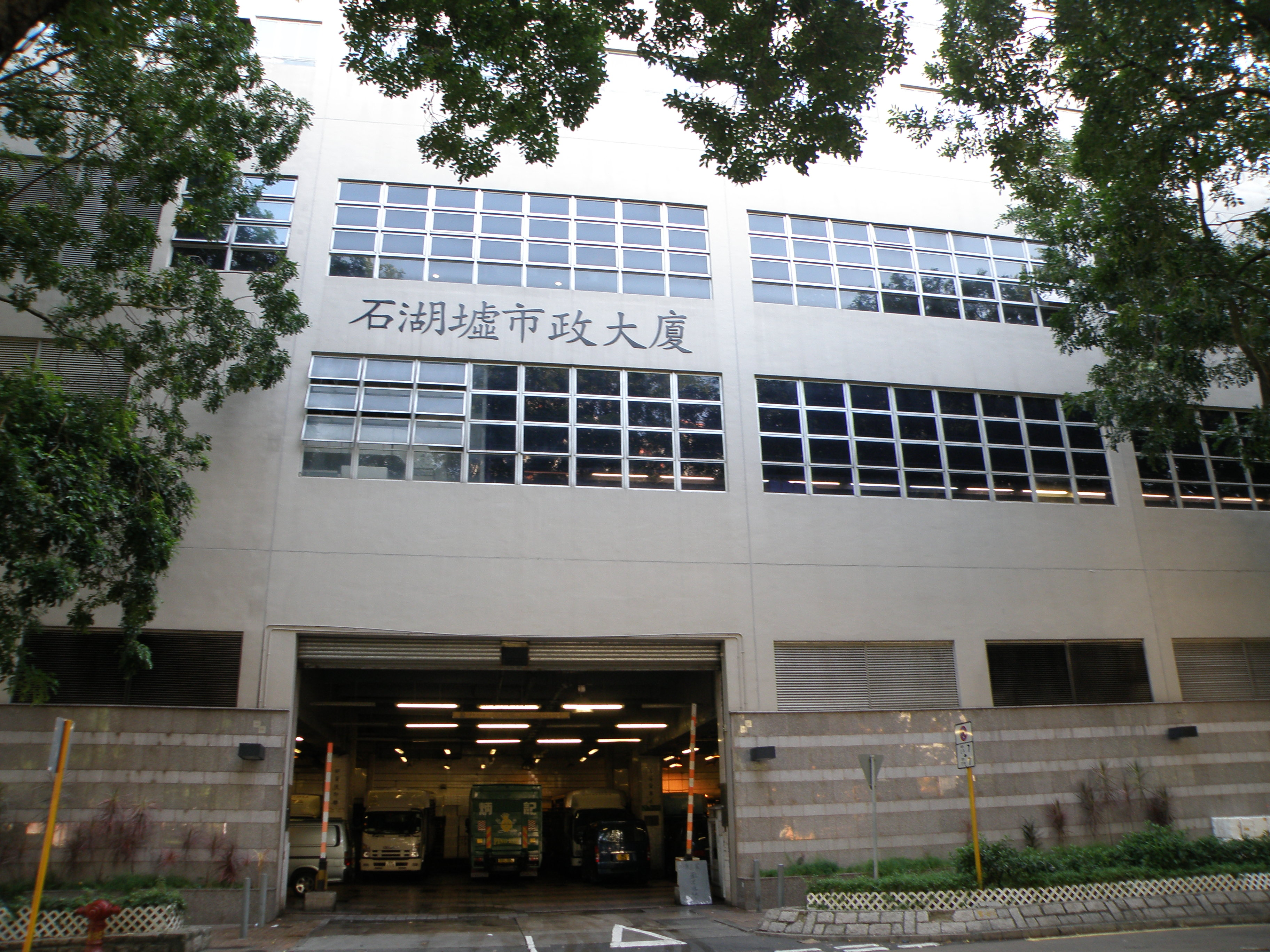
石湖墟市政大廈背面

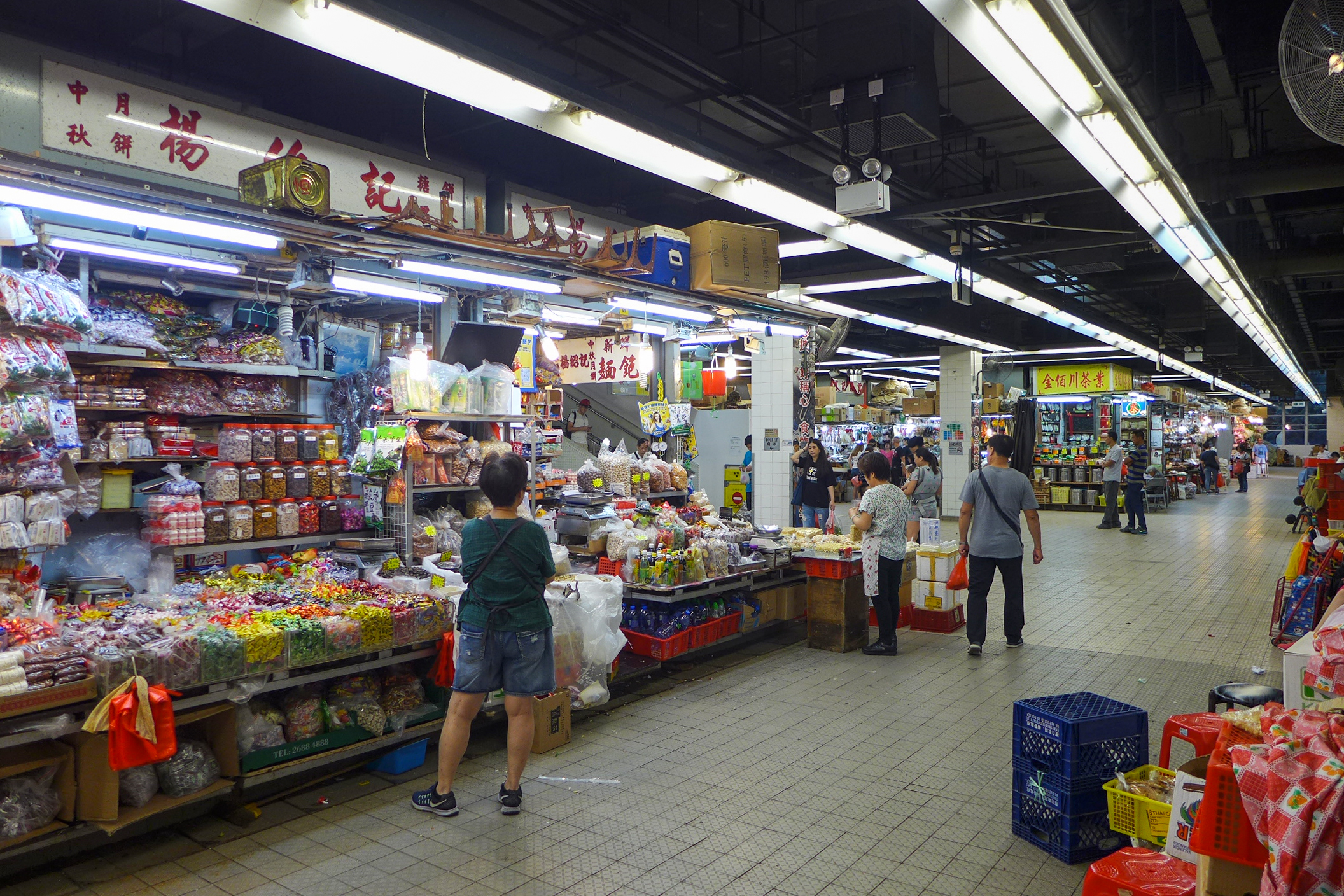
街市1樓

石湖墟市政大廈（英語：Shek Wu Hui Municipal Services Building）又稱石湖墟綜合大樓（英語：Shek Wu Hui Complex），位於香港新界北區上水智昌路13號的一座多用途的市政大樓，於1994年落成，是香港首個設有冷氣的公營街市，香港最繁忙的街市之一以及香港第二大公營街市，在1994年落成時曾為香港最大的街市，至2004年9月1日被大埔綜合大樓追過。大廈內設有街市、熟食中心、公共圖書館及政府辦公室等設施，旁為上水花園，現址原爲上水菜園村的一部分，該村早於1980年代初期便已被完全清拆，而市政大廈也是上水新市鎮發展的重要部份，並為之後現代空調街市的樣板。1994年落成時，有政府官員出席開幕典禮。
與聯和墟市政大廈一樣，石湖墟市政大廈建成之初的最主要目的是要將鄰近舊墟石湖墟的路邊街市檔販和熟食大排檔遷移到市政大廈內統一管理，以改善舊墟的交通狀況和環境衛生，故市政大廈以及裏面的街市和熟食中心均以「石湖墟」命名，以保存傳統地區文化，而非以本身所在地區名「上水」命名，但市政大廈本身實非位於石湖墟內。

## 歷史
1979年1月30日，市政事務署設立的上水公立圖書館啟用，由時任市政事務署署長惠柳新、上水鄉事委員會主席侯壽德及大埔六區文藝協進會廖潤琛等人主持開幕典禮。當時該館設於上水新豐路成發樓地下，面積約3,000平方呎，館藏中英圖書約六千冊、參考圖書及六十種報紙雜誌，以供公眾借閱。
1982年，圖書館遷至當時新建成，位於龍琛路的北區社區中心及大會堂地下及二樓，面積達511平方米。同年1月5日，時任市政總署署長惠柳新、鄉議局副主席廖潤琛及上水鄉事委員會主席廖正亮等人主持揭幕儀式。館內設施與成發樓館址相若，惟藏書量增至約25,000本。
隨著石湖墟市政大廈於1994年落成，圖書館於同年9月遷到現址，命名為北區公共圖書館，面積1,800平方米。由於臨時區域市政局及政府已計劃在同區的粉嶺聯和墟增設一所規模相約的圖書館，故此北區公共圖書館更名為「上水公共圖書館」。

## 設施
- 石湖墟街市
- 石湖墟熟食中心
- 上水公共圖書館
- 康樂及文化事務署分區辦事處、食物環境衞生署分區環境衞生辦事處

上水公共圖書館設有成人圖書館、兒童圖書館、多媒體資料圖書館、電腦資訊中心及學生自修室，提供借閱、自助列印、影印等服務。另外圖書館設有還書箱，以便讀者於辦公時間以外還書。2008年3月底成為香港首批20間公共圖書館，提供Wi-Fi無線上網服務。

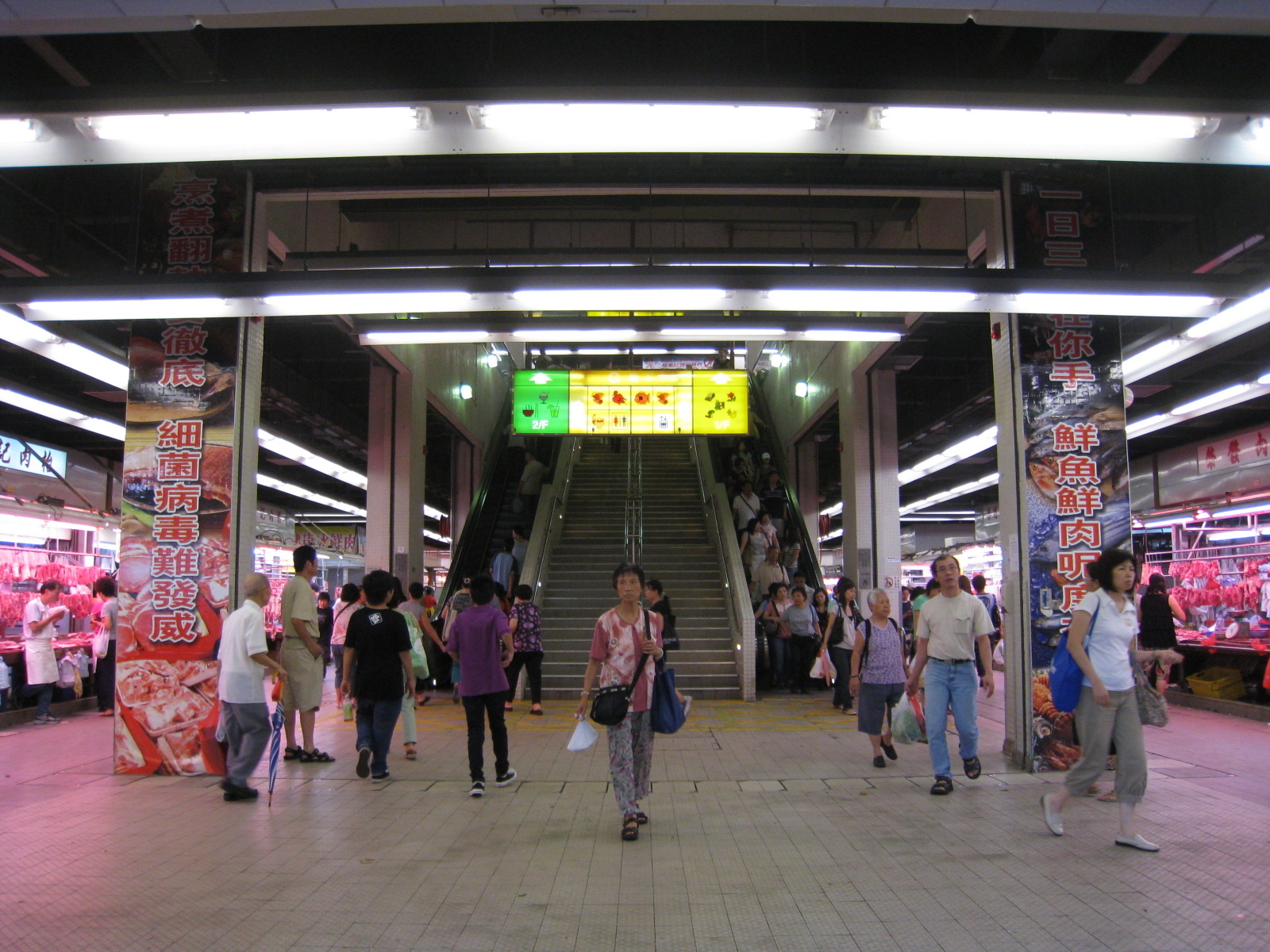
街市地下
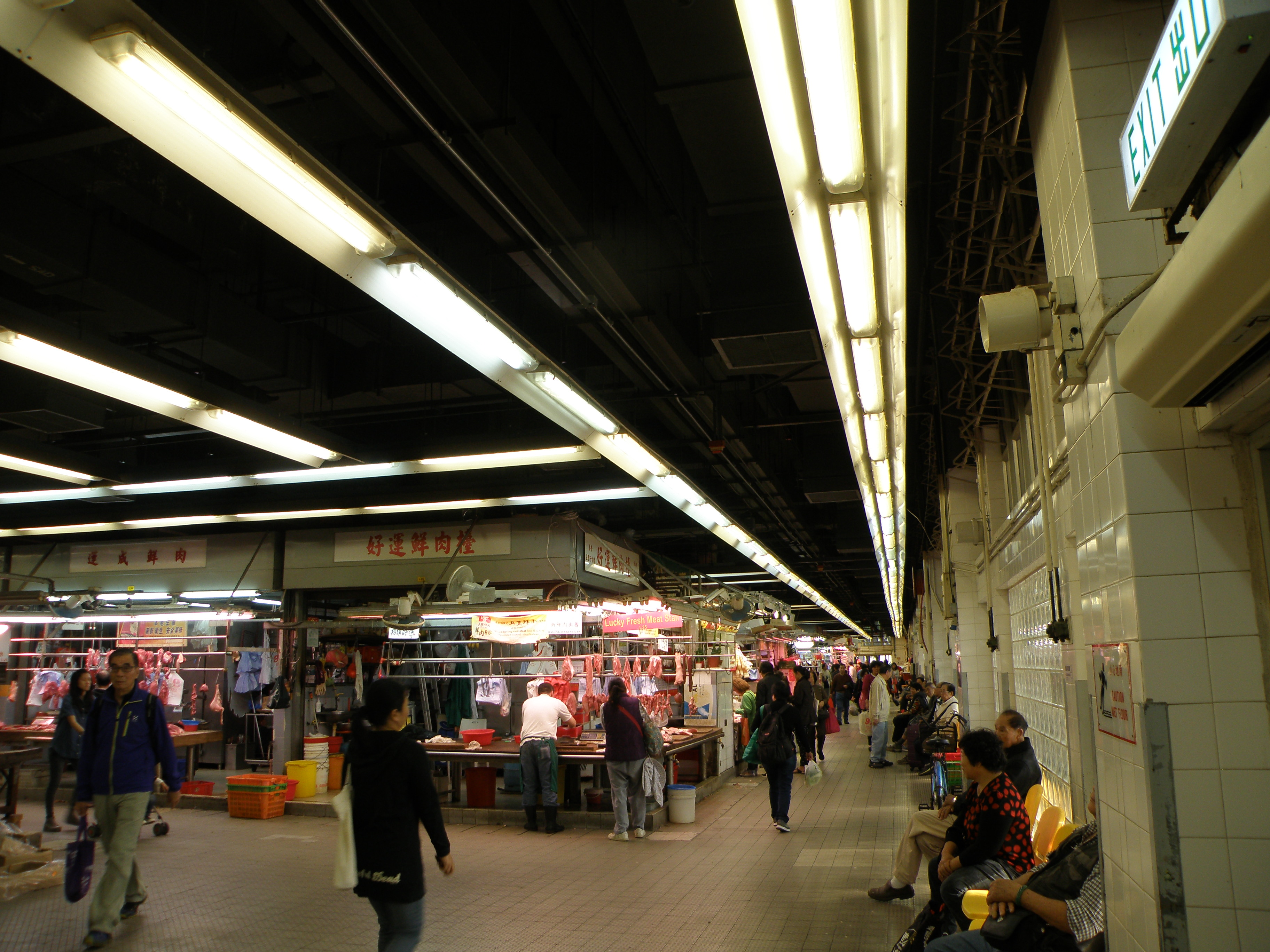
街市1樓（2015年）
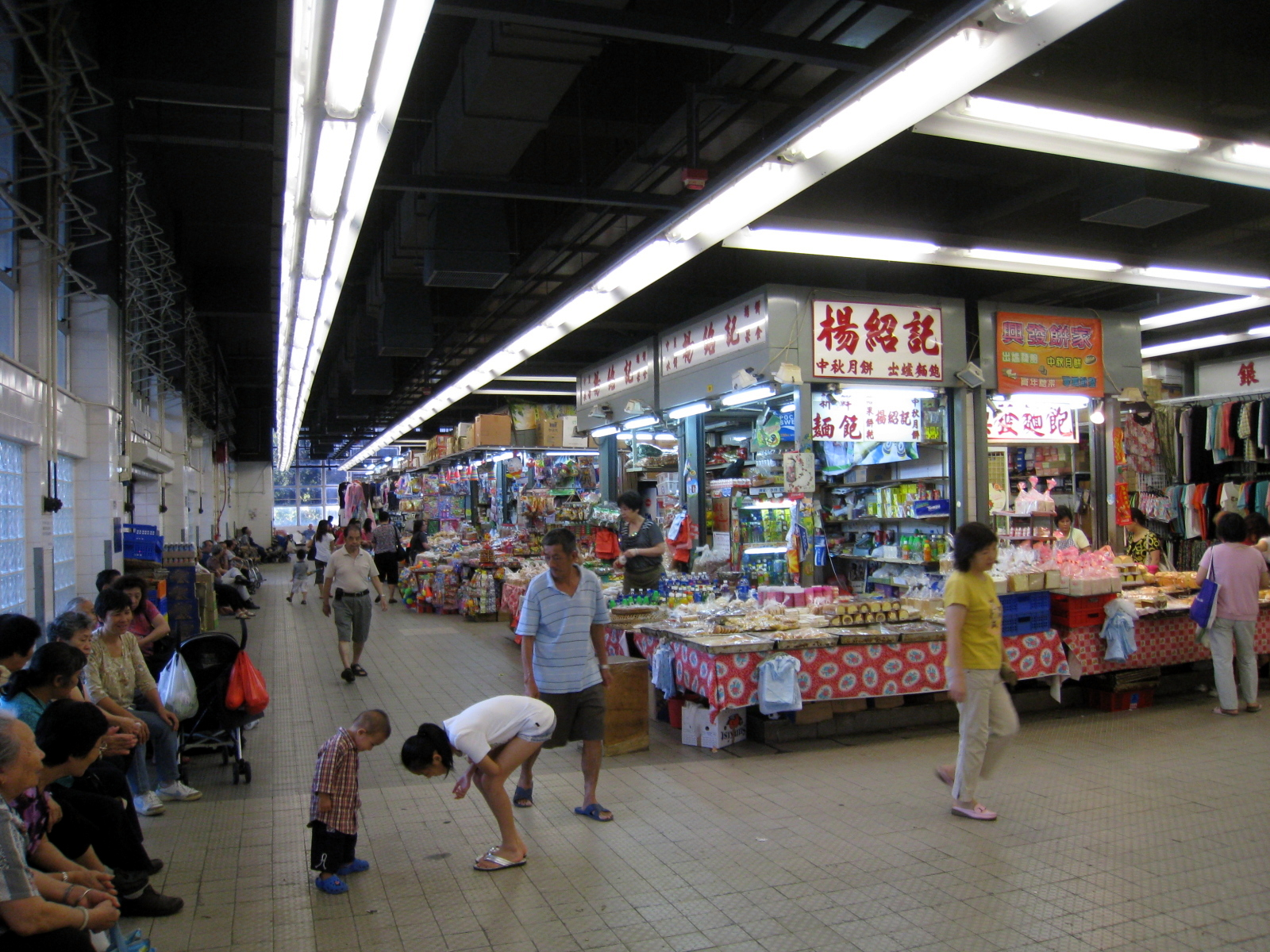
街市乾貨
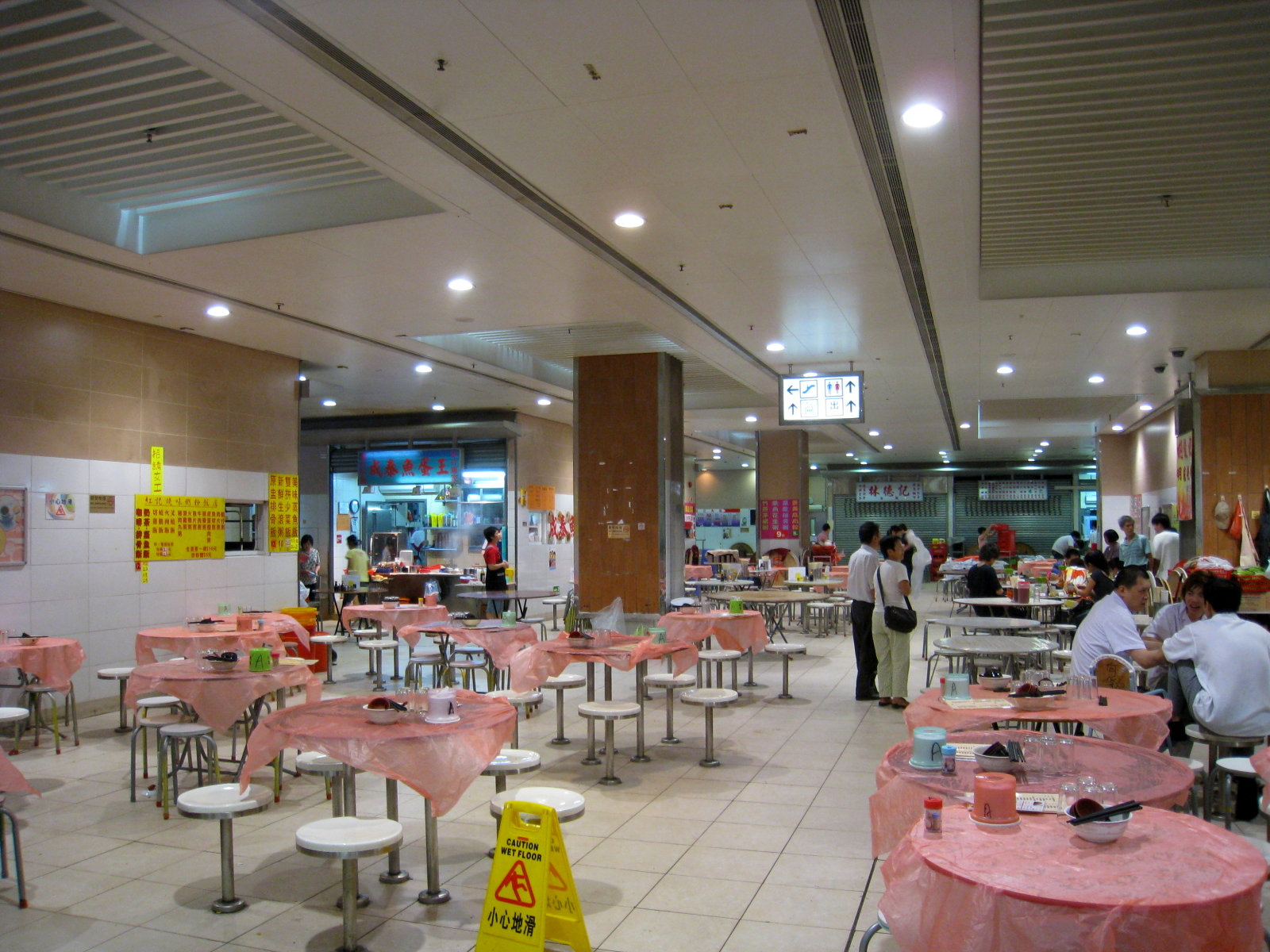
2樓為熟食中心
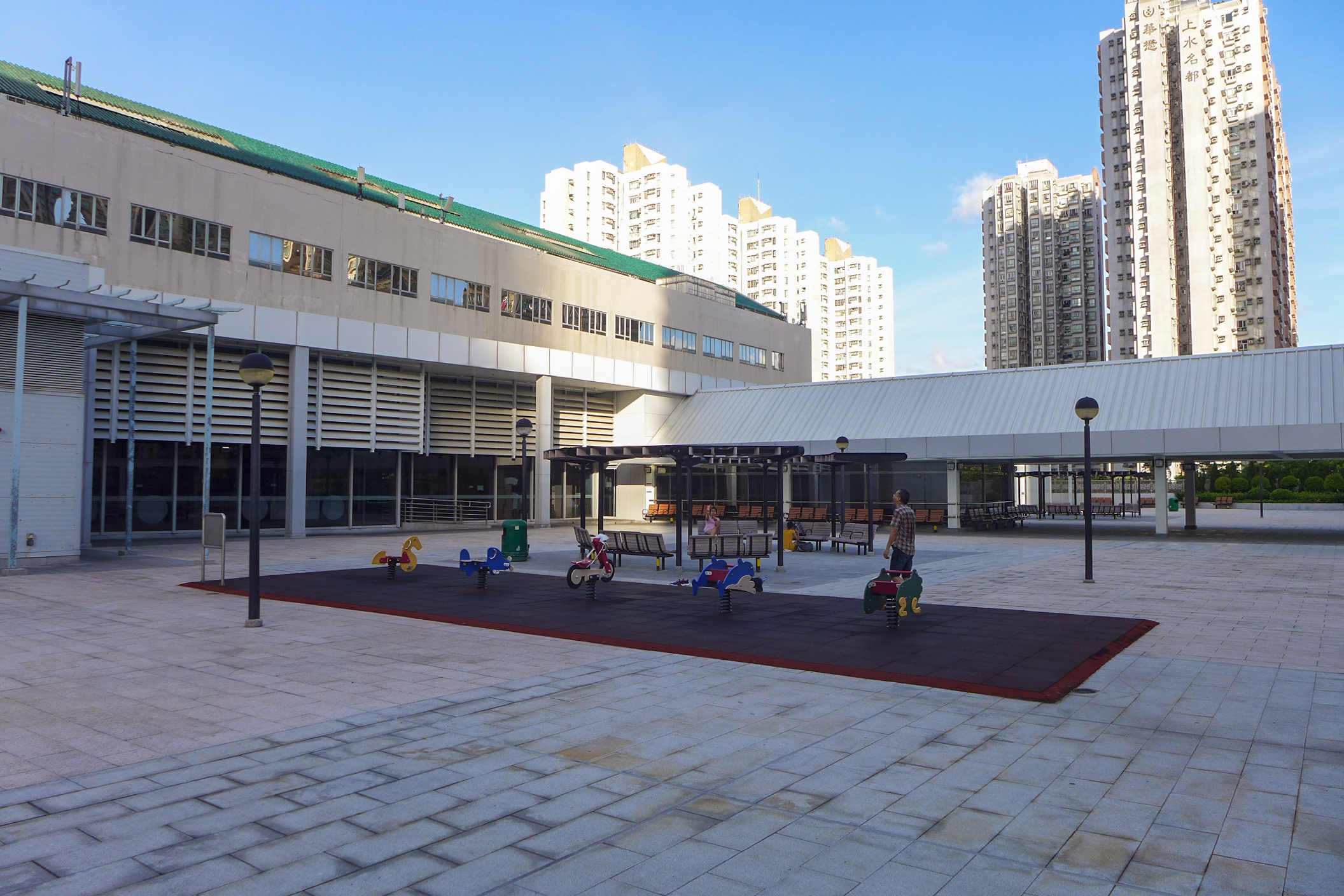
2樓平台花園

## 外部連結
- 石湖墟街市簡介
- 上水公共圖書館簡介